# Valentinka
Usedlost Valentinka stála v Praze 5 na Smíchově v místech východní části ulice Na Valentince, která je po ní pojmenovaná.

## Historie
Pozemky usedlosti se rozkládaly od řeky až do oblasti Skalky a její název byl pravděpodobně odvozen od některého z majitelů. Zanikla v 70. letech 19. století a místo bylo postupně zastavěno uliční zástavbou.